# اسخیمه‌لاری
اسخیمه‌لاری (به هلندی: Schimmelarij) یک منطقهٔ مسکونی در هلند است که در درنته واقع شده‌است.